# Madignano
Madignano är en ort och kommun i provinsen Cremona i regionen Lombardiet i Italien. Kommunen hade 2 838 invånare (2018).